# Ruhr Museum

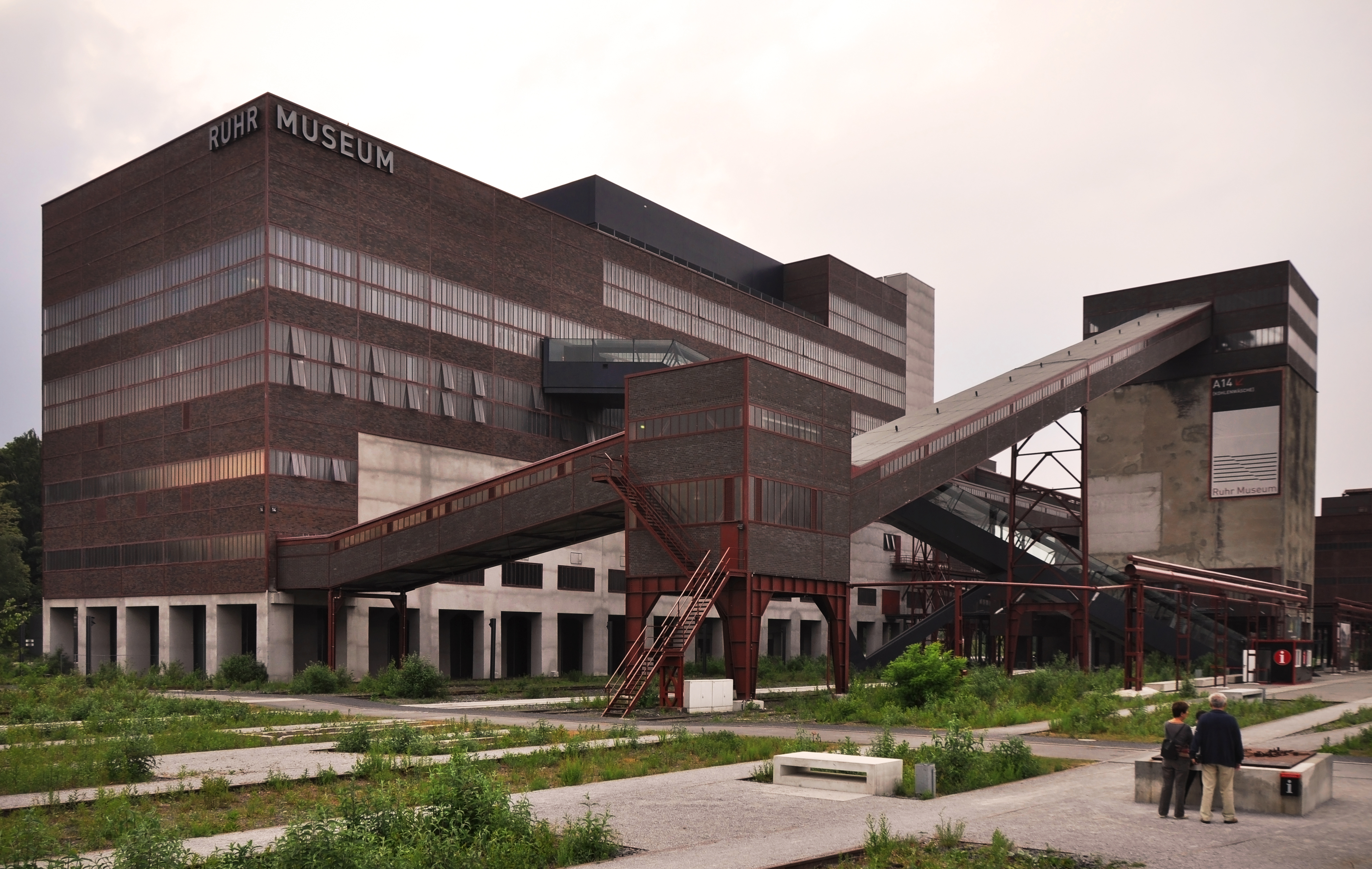
Ehemalige Kohlenwäsche, heute Standort des Ruhr Museums, im Mai 2011

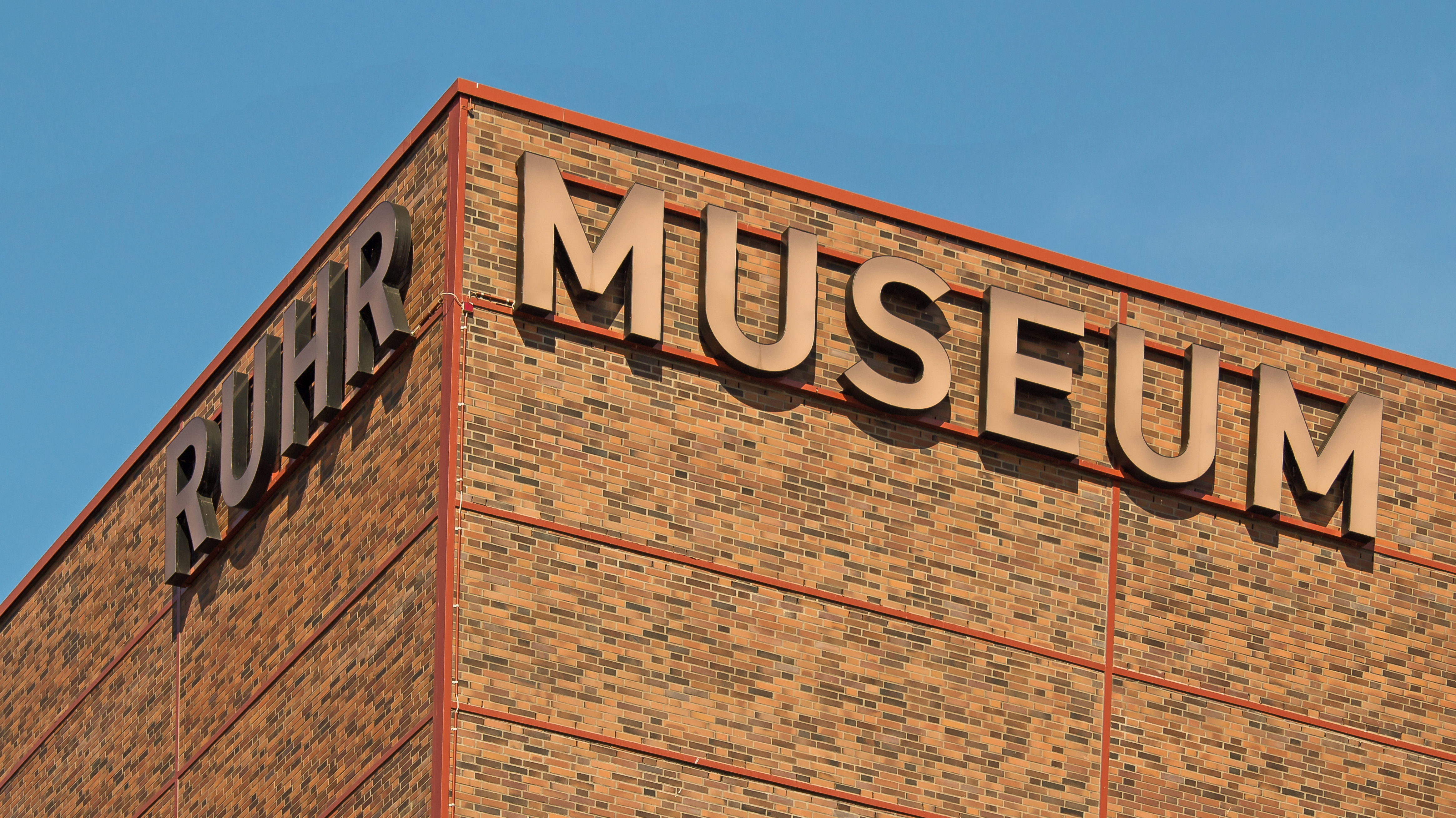
Schriftzug an der Fassade des Ruhr Museums, im April 2016

Das Ruhr Museum, vormals Ruhrlandmuseum, ist ein von seinen Beständen und Abteilungen her breit gefächertes natur- und kulturhistorisches Museum für das Ruhrgebiet in Essen. Träger ist die Stiftung Ruhr Museum. Direktor ist seit 2012 der Historiker Heinrich Theodor Grütter.

## Neuer Standort, neue Dauerausstellung
Das Museum, das sich als Gedächtnis und Schaufenster des Ruhrgebiets versteht, dokumentiert in seiner Dauerausstellung Natur, Kultur und Geschichte der Region und damit die Entwicklung des größten Ballungsraums Europas.
Die neue Dauerausstellung in der Kohlenwäsche der Zeche Zollverein (A 14, Schacht XII) wurde von dem Stuttgarter Büro HG Merz gestaltet und ist in vier Ebenen gegliedert. Auf der 24-Meter-Ebene, zu der man mit der großen Außenrolltreppe gelangt, befinden sich Kasse und Information, ein Café sowie der Museumsshop. Auf der 17-Meter-Ebene werden Mythen, Phänomene und Strukturen des gegenwärtigen Ruhrgebiets dargestellt. Die 12-Meter-Ebene zeigt die vorindustrielle Entwicklung und beinhaltet auch die Sammlungen des Museums zu Archäologie, Ethnologie und Naturkunde. Auf der 6-Meter-Ebene wird die Geschichte des Ruhrgebiets im Industriellen Zeitalter dargestellt.
Auf der 12-Meter-Ebene befindet sich eine Fläche für Wechselausstellungen. Ebenso in der Galerie auf der 21-Meter-Ebene in einem Zwischengeschoss.
Das ehemalige Ruhrlandmuseum wurde im April 2007 geschlossen, um den Neubauten des Museums Folkwang Platz zu machen. Das neue Ruhr Museum nahm am 20. Oktober 2008 in der Kohlenwäsche des Weltkulturerbes Zeche Zollverein, das nach Plänen von Rem Koolhaas umgebaut wurde, mit einer Präsentation des Essener Domschatzes seinen Betrieb auf.
Am 9. Januar 2010 wurde das Ruhr Museum in Anwesenheit des damaligen Bundespräsidenten Horst Köhler zusammen mit der Kulturhauptstadt RUHR.2010 feierlich eröffnet.

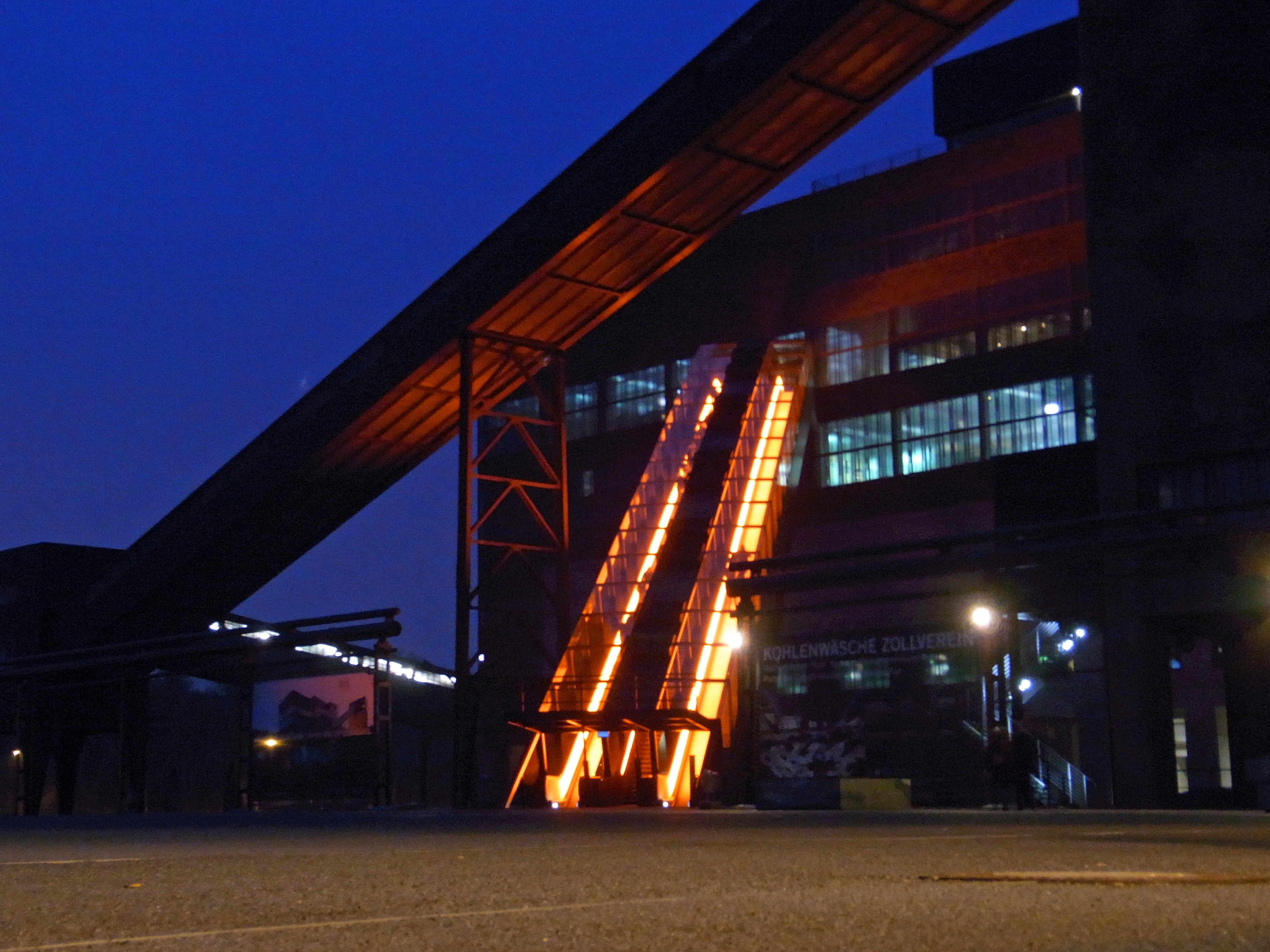
Rolltreppe zur 24-Meter-Ebene des Ruhr Museums
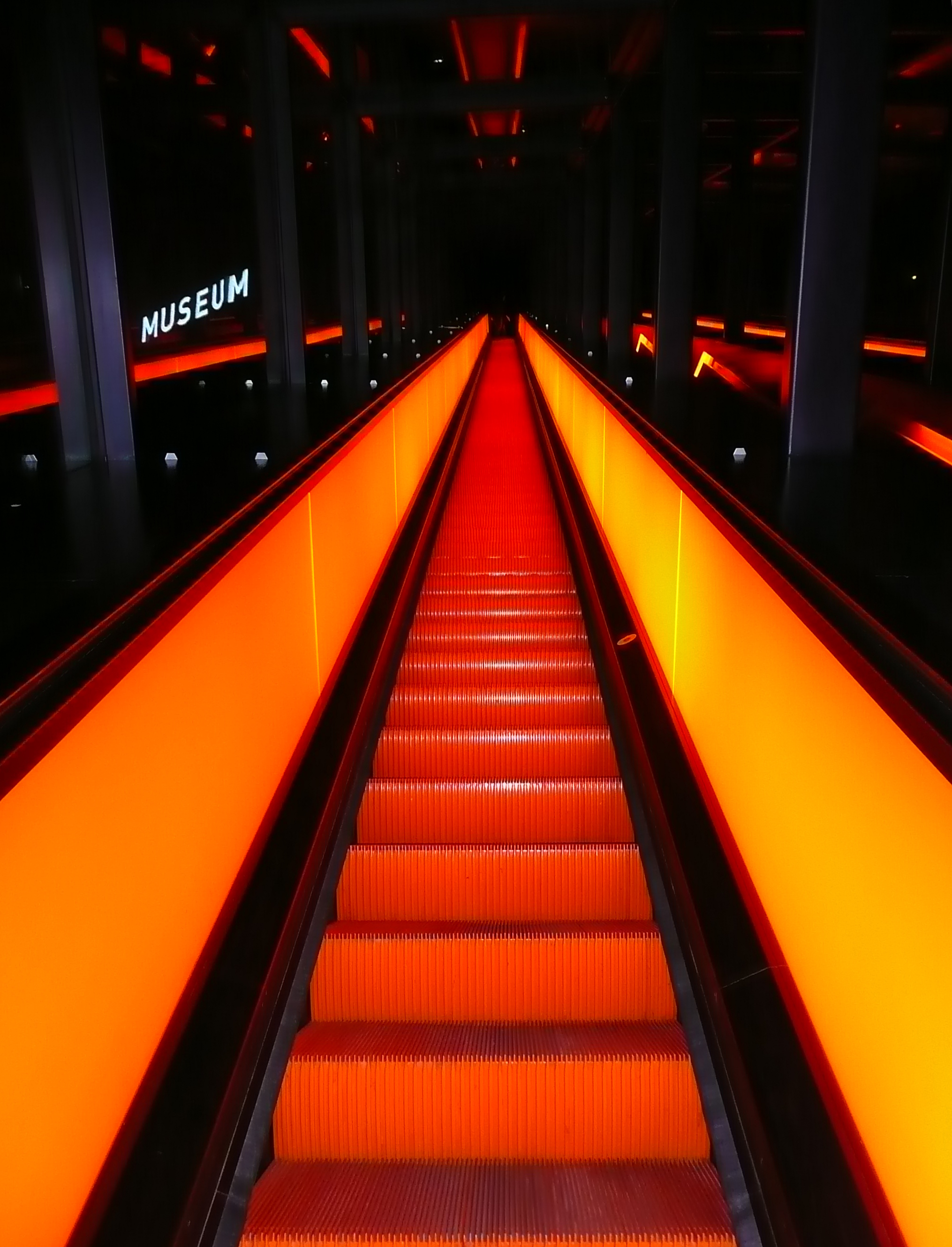
Rolltreppe von unten
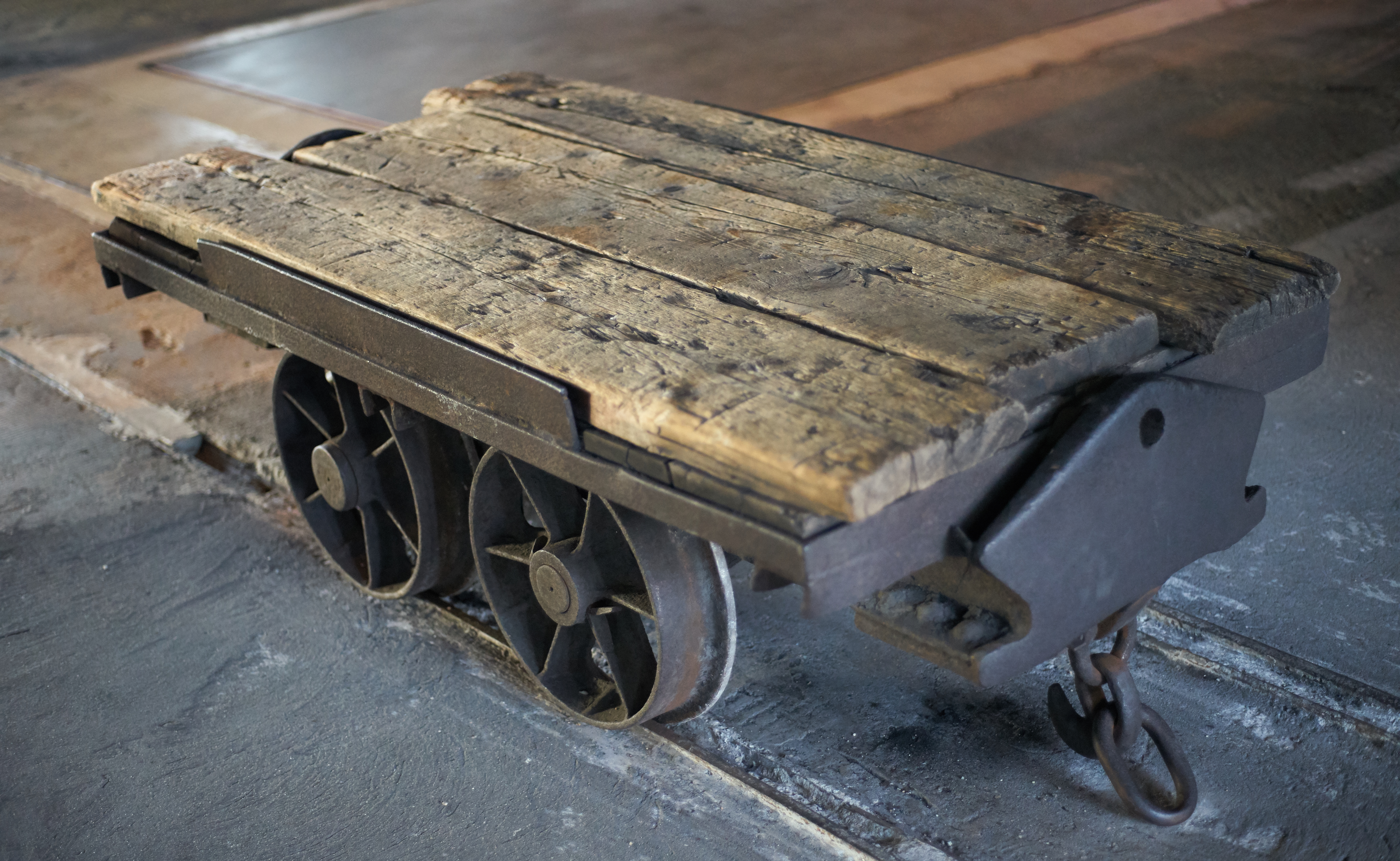
Grubenwagen am Museumseingang
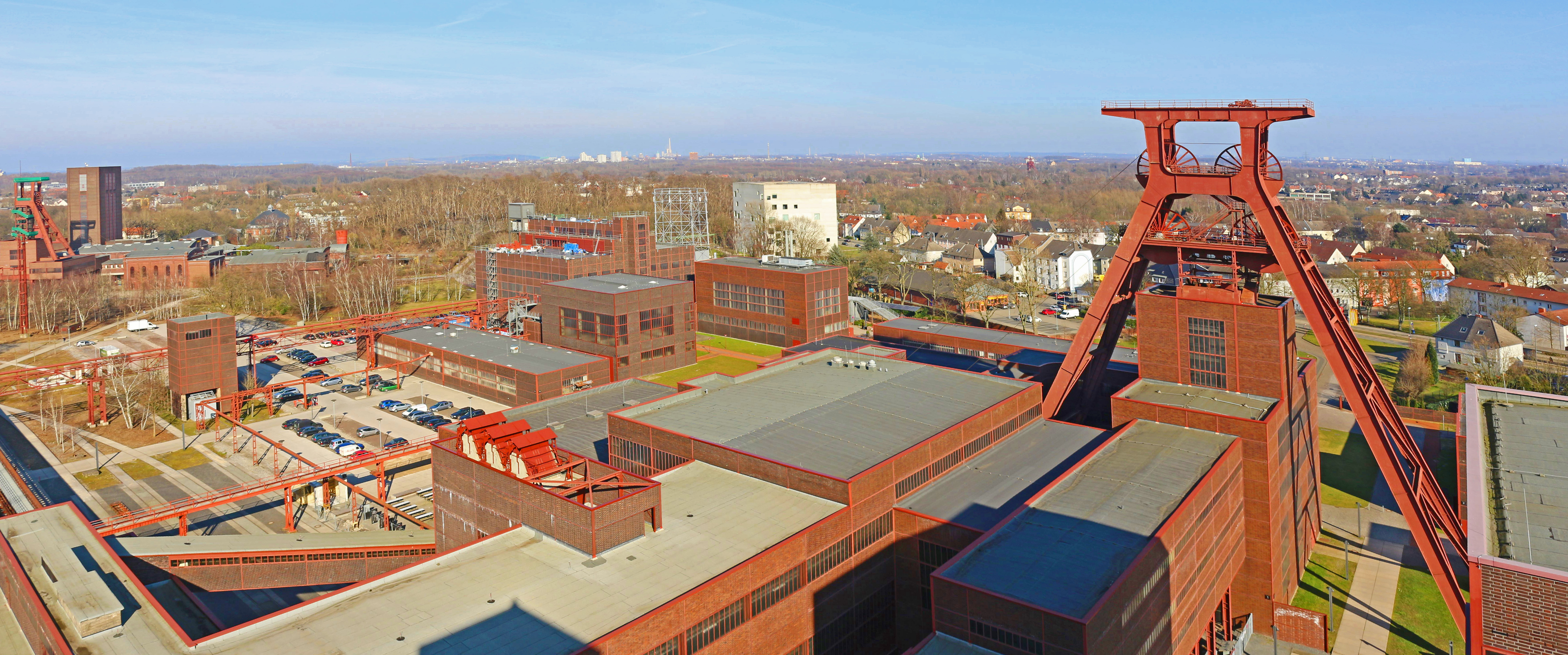
Panoramabild Zollverein

## Geschichte des Ruhrlandmuseums

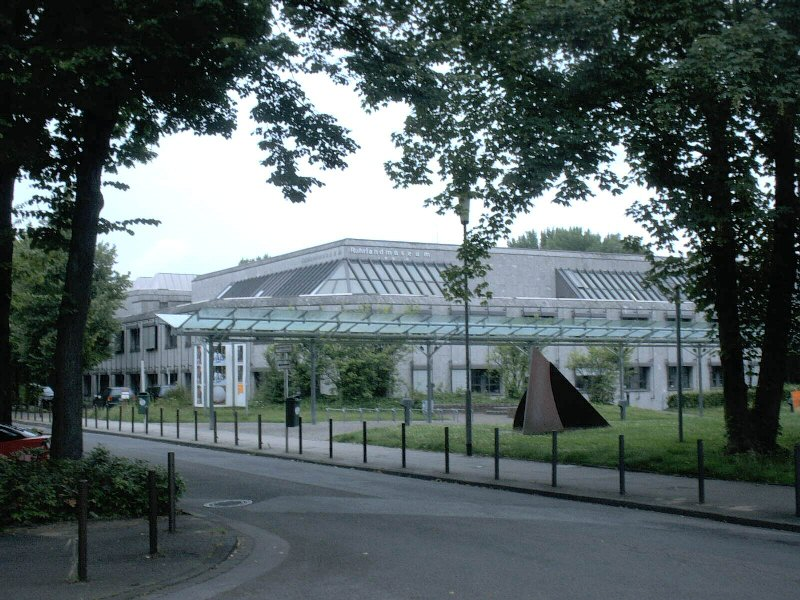
Ruhrlandmuseum am Standort Goethestraße 41, Essen

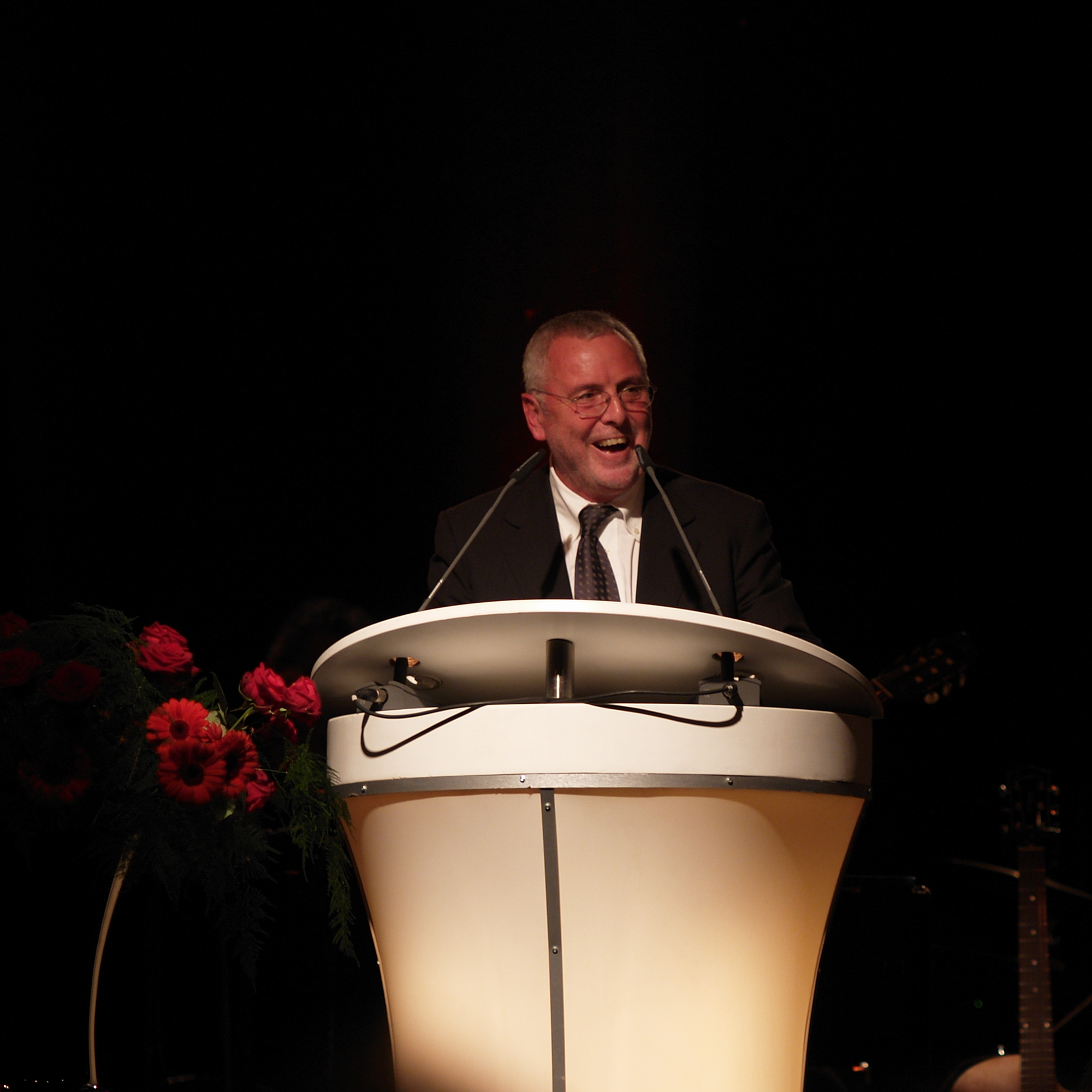
Der frühere Direktor (2008 – Ende 2011) des Ruhr Museums Ulrich Borsdorf dankt 2010 allen Unterstützern

Das Ruhr Museum ist eines der ältesten Museen des Ruhrgebietes und blickt auf mehr als hundert Jahre Geschichte zurück.
Der Kruppsche Bildungsverein und der Historische Verein für Stadt und Stift Essen waren die maßgeblichen Betreiber und Stifter des 1901 gegründeten Essener Museums-Vereins und des am 4. Dezember 1904 eröffneten Museums der Stadt Essen, das zunächst die Bereiche Kunst, Ortsgeschichte, Natur- und Völkerkunde umfasste.
Von 1914 bis 1945 leitete Ernst Kahrs (1876–1948) als Direktor das Ruhrlandmuseum und trug in dieser Zeit maßgeblich zu dessen thematischer Ausrichtung bei.
Nach der Ausgliederung der städtischen Kunstsammlung, die den Kern des späteren Museum Folkwang darstellte, wurde 1911 das „Museum der Stadt Essen für Heimat- und Völkerkunde“ gegründet. Es befand sich zunächst in der Essener Innenstadt am Burgplatz in der Alten Post.
Bis 1927 waren die Bestände in den Abteilungen Zoologie, Botanik, Geologie, Mineralogie, Vor- und Frühgeschichte sowie Technik und Völkerkunde derart angewachsen, dass das Museum in das ehemalige Ledigenheim der Firma Krupp am Bahnhof Essen-West, das heutige Bürohaus West, umzog, wo die Sammlungen bis 1939 auf einer Ausstellungsfläche von 7000 m² gezeigt wurden.
1934 erhielt das Museum den Namen Ruhrlandmuseum. Die fatale Entscheidung einer separaten Präsentation der ortsgeschichtlichen Sammlungen in dem von den Nationalsozialisten 1937 geschaffenen „Haus Heimat“ in der Waldthausen-Villa führte zur weitgehenden Zerstörung der historischen Bestände durch Bombenangriffe. Während des Zweiten Weltkriegs ging der Großteil der Bestände afrikanischer Objekte verloren.
Am 4. Dezember 1954 konnte das Museum in der repräsentativen, nicht kriegszerstörten Knaudtschen Villa an der Bismarckstraße wiedereröffnet werden. 1964 wurde das Haus weitläufig mit einem zweigeschossigen, lichtdurchfluteten Ausstellungstrakt und einem neuen Eingangsbereich an der Goethestraße erweitert. Diese Gebäude wurden 1981 wegen des nachfolgend beschriebenen Neubaus sämtlich abgerissen.
Im Jahre 1984 zog das Museum in ein neues Gebäude an der Goethestraße um, das von dem Essener Architekturbüro Allerkamp, Niehaus, Skornia entworfen wurde. Es war integriert in einen Gebäudekomplex, der auch das von 1956 bis 1960 erbaute und 1998/99 vollständige renovierte Domizil des Museum Folkwang umfasste. Das Ruhrlandmuseum verfügte über rund 4500 m² Ausstellungsfläche und einen Raum für Sonderausstellungen von 600 m².
Ein zentraler Punkt der Neukonzeption des Jahres 1984 war die Verknüpfung der Geologie mit der Sozialgeschichte der Industrialisierung des Ruhrgebietes. Die historische Dauerausstellung brachte zum ersten Mal die Forschungsergebnisse der modernen Ruhrgebietsgeschichte im Medium Museum zur Geltung.
Die innovative Präsentationsform mit Objektensemblen und inszenierten Bildräumen sorgte für Aufsehen in der museologischen Diskussion. 1988/1990 kam das Fotoarchiv als eigenständige Abteilung des Ruhrlandmuseums hinzu und seit 1995 wurde auch die Archäologische Sammlung, die von 1985 bis 1994 im Museum Altenessen untergebracht war, in einer neuen Dauerausstellung präsentiert. 1997 wurde die sozialhistorische Ausstellung überarbeitet und ab Mai 2001 war die neue geologische Dauerausstellung „terra cognita“ zu sehen.
Am 20. November 2006 beschloss der Rat der Stadt Essen, das neue Ruhr Museum in der Kohlenwäsche des Weltkulturerbes Zeche Zollverein zu etablieren. Das Ruhr Museum ging in die Trägerschaft einer Stiftung über. Rund vier Millionen Exponate waren Gegenstand des Umzugs. In der Zeit des Umzugs 2007 bis 2009 blieben das Mineralien-Museum in Kupferdreh und die Außenstellen des Ruhrlandmuseums geöffnet und übernahmen einen Teil der Exponate der naturkundlichen Sammlungen und zahlreiche Aktivitäten.
Das neue Ruhr Museum startete ab dem 20. Oktober 2008 in der Kohlenwäsche der Zeche Zollverein mit seiner ersten Wechselausstellung Gold vor Schwarz, der ersten vollständigen Präsentation des Essener Domschatzes außerhalb der Domschatzkammer, die bis zum 8. Februar 2009 gezeigt wurde.

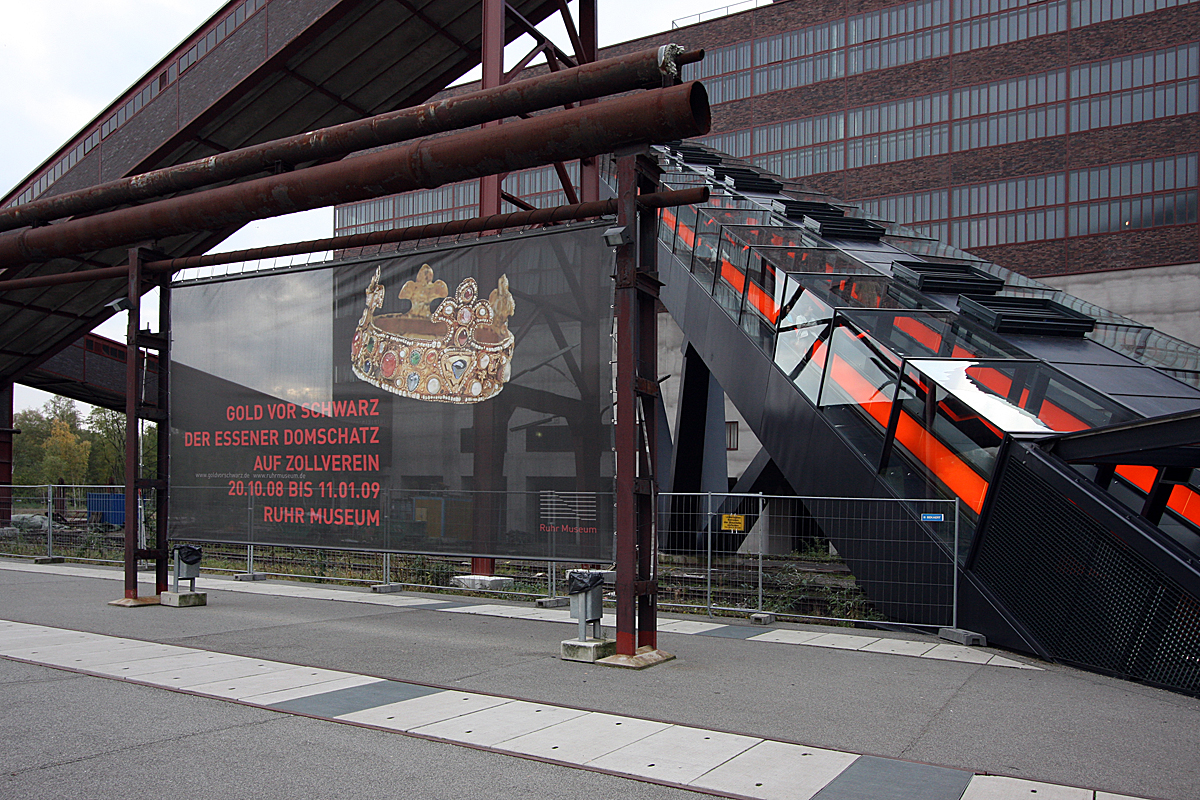
Eingang zum Ruhrmuseum an der Kohlenwäsche mit Ausstellungsplakat zu Gold vor Schwarz

Der Empfangsbereich des Ruhr Museums befindet sich in 24 Metern Höhe, er wird durch die längste freistehende Rolltreppe Deutschlands erschlossen. Eine Fahrt mit der 68 Meter langen Rolltreppe dauert ca. 90 Sekunden.

## Dauerausstellungen zur Kultur, Natur und Geschichte des Ruhrgebiets
Die Dauerausstellung des Ruhr Museums zur Geologie und Geschichte verbindet die Erdgeschichte und die Sozialgeschichte der Industrialisierung des Ruhrgebietes. Ohne die Bodenschätze, die im Laufe von Jahrmillionen entstanden, wären die Industrialisierung und die Herausbildung des Ruhrgebietes nicht möglich gewesen.
Der geologische Themenkomplex thematisiert die Dynamik der Erdgeschichte und die Entwicklung des Lebens sowie die Eingriffe des Menschen in die Natur, für die das Ruhrgebiet exemplarisch steht. Die Entstehung der Steinkohle wird mittels eines 8 × 5 × 3,6 m großen Dioramas dargestellt, das die Lebenswelt eines Sumpfmoorwaldes im Karbon vor 300 Millionen Jahren wiedergibt.
Ein Ausstellungsbereich legt den Schwerpunkt auf die Darstellung der Arbeit und des Alltags um 1900 in der Hochphase der Industrialisierung. Der vorindustriellen Zeit widmet sich ein Stadt- und regionalgeschichtlicher Sammlungs- und Arbeitsbereich.
Der archäologische Bereich präsentiert bemerkenswerte Sammlungen zur Ur- und Frühgeschichte der Region, aber auch zu den klassischen, vorderasiatischen und ägyptischen Kulturen.
Nachdem die Besucher das Museum in der 24-Meter-Ebene betreten haben, wandern sie die verschiedenen Ebenen nach unten:

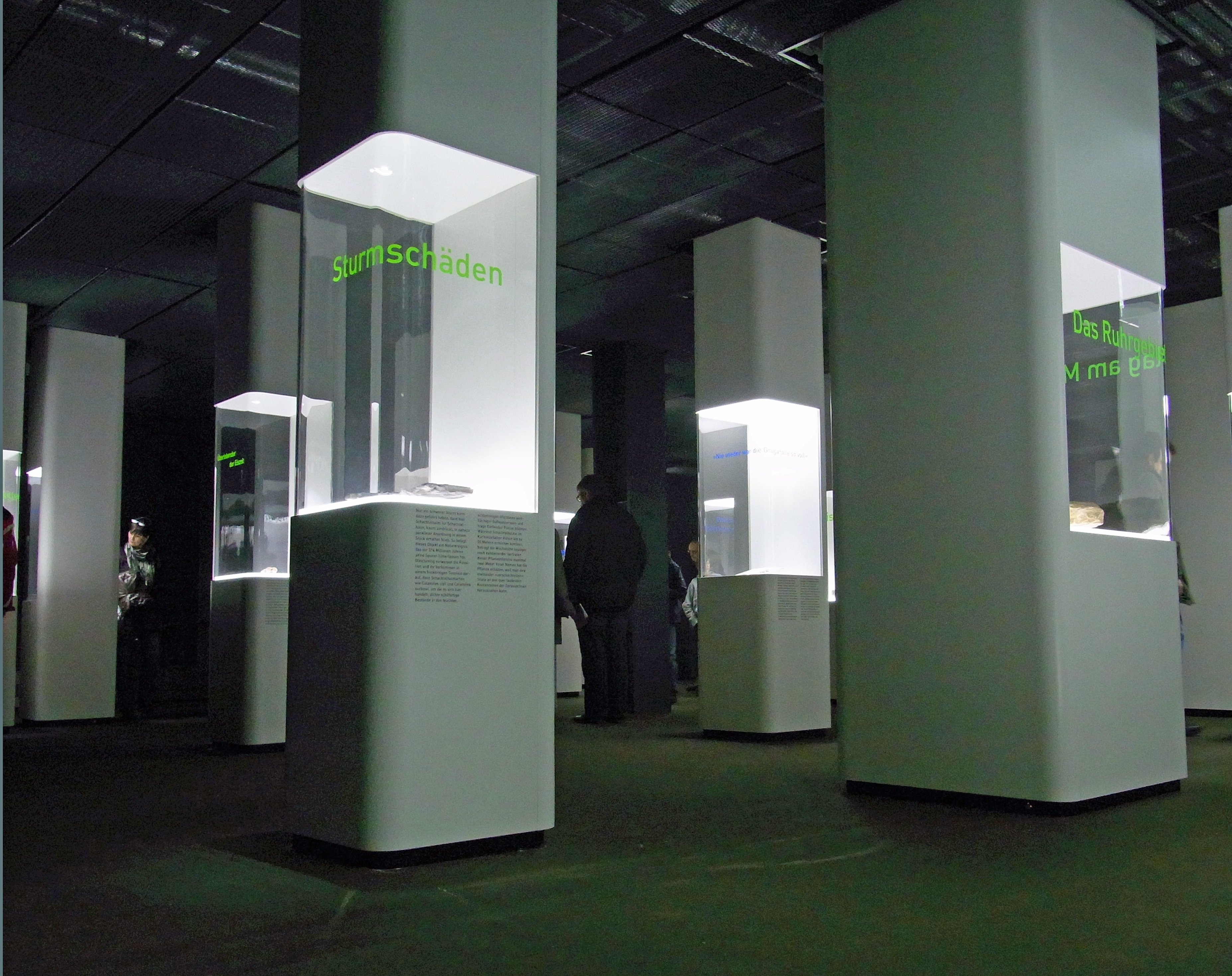
17m-Ebene: Zeitzeichen
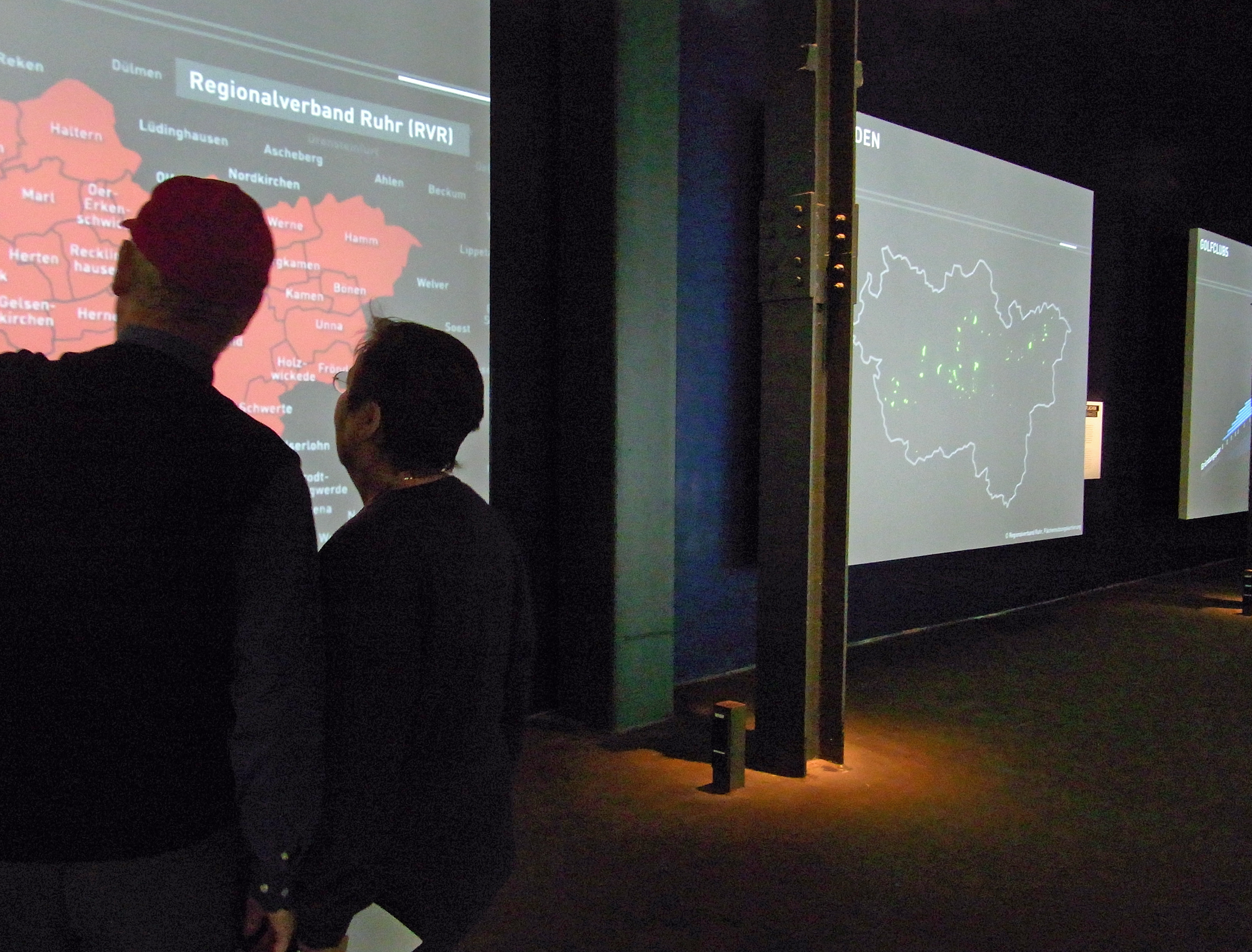
und Strukturen
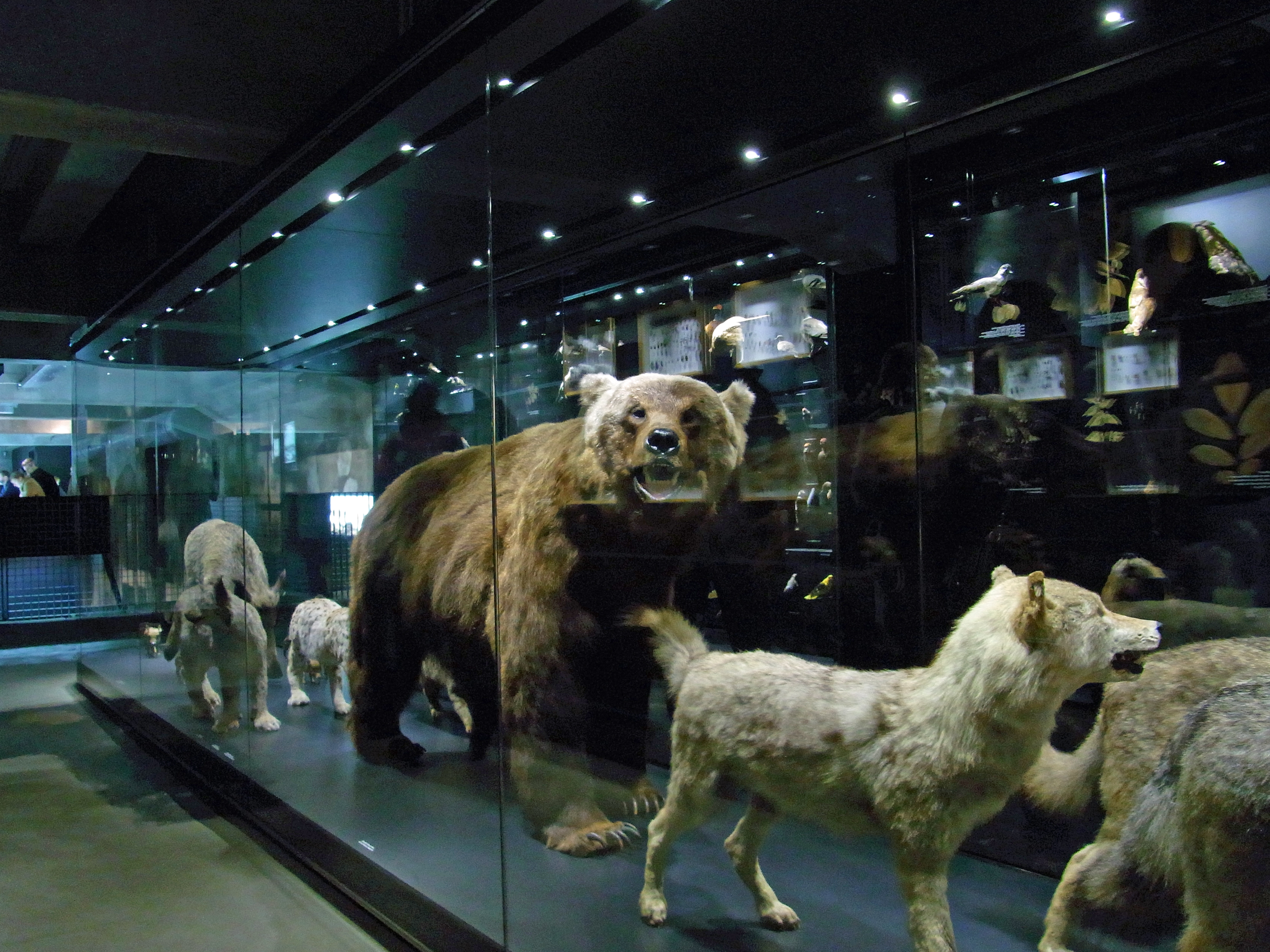
12m-Ebene: Gedächtnis
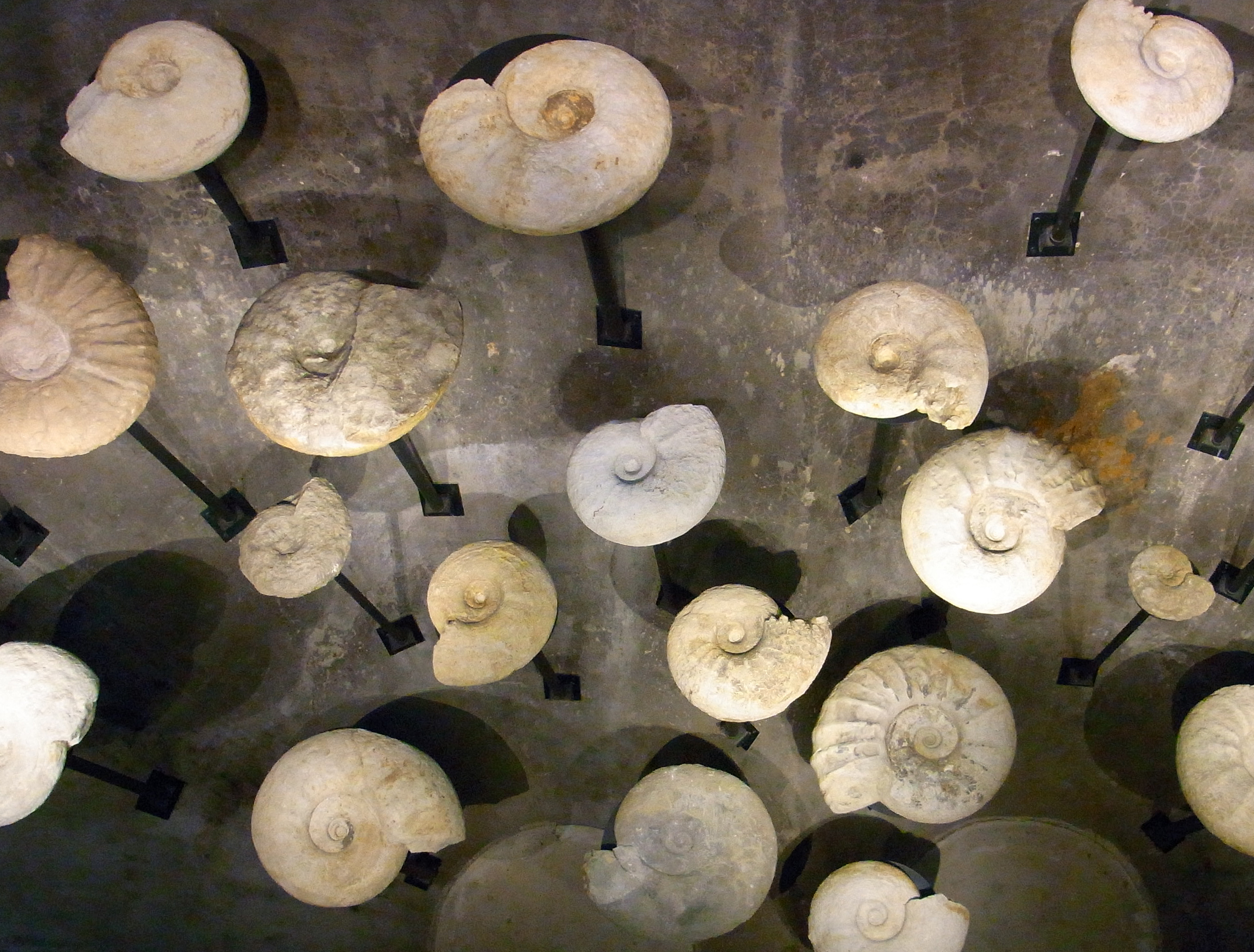
mit Fossilien
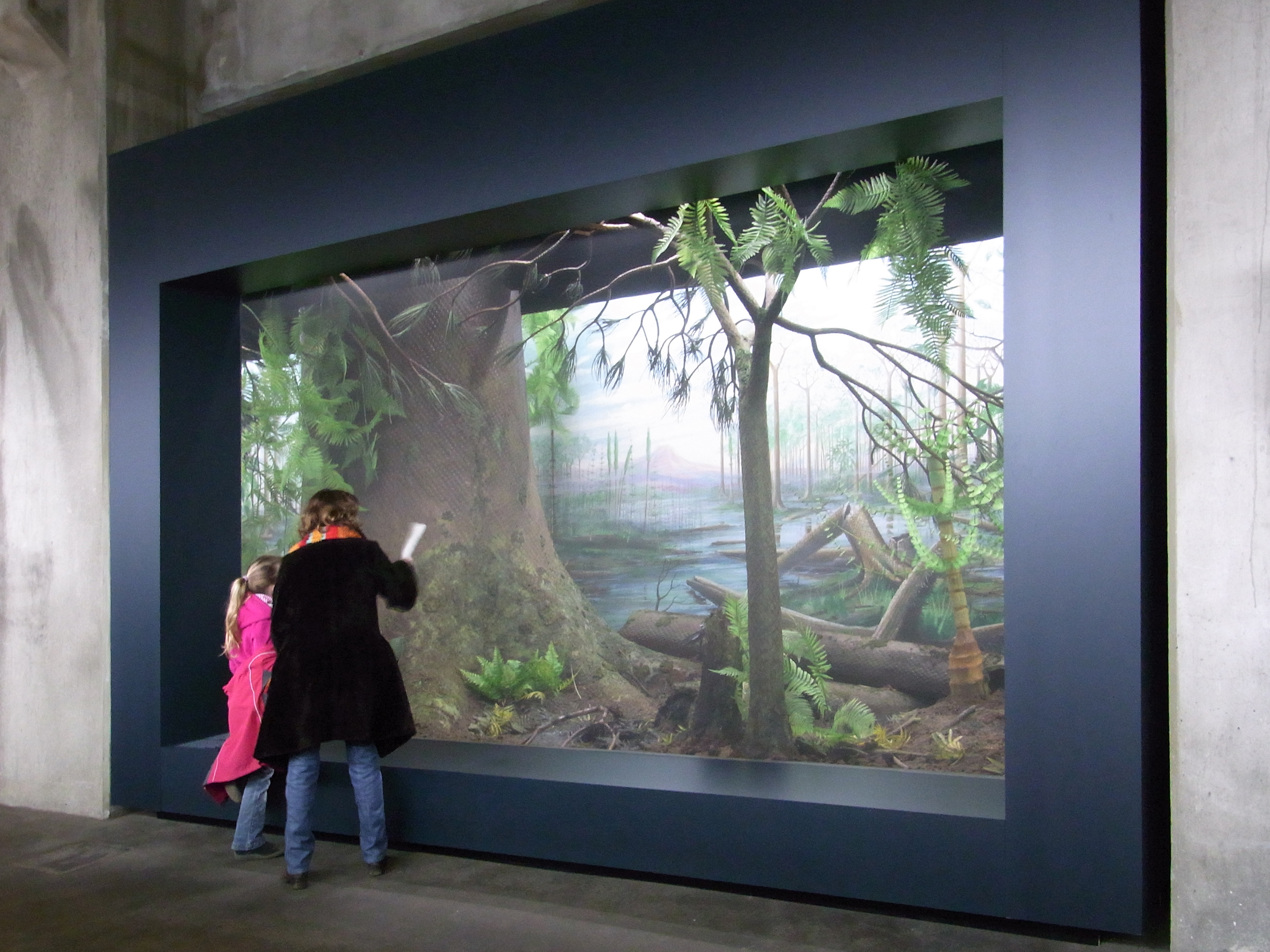
6m-Ebene: Geschichte als Diorama
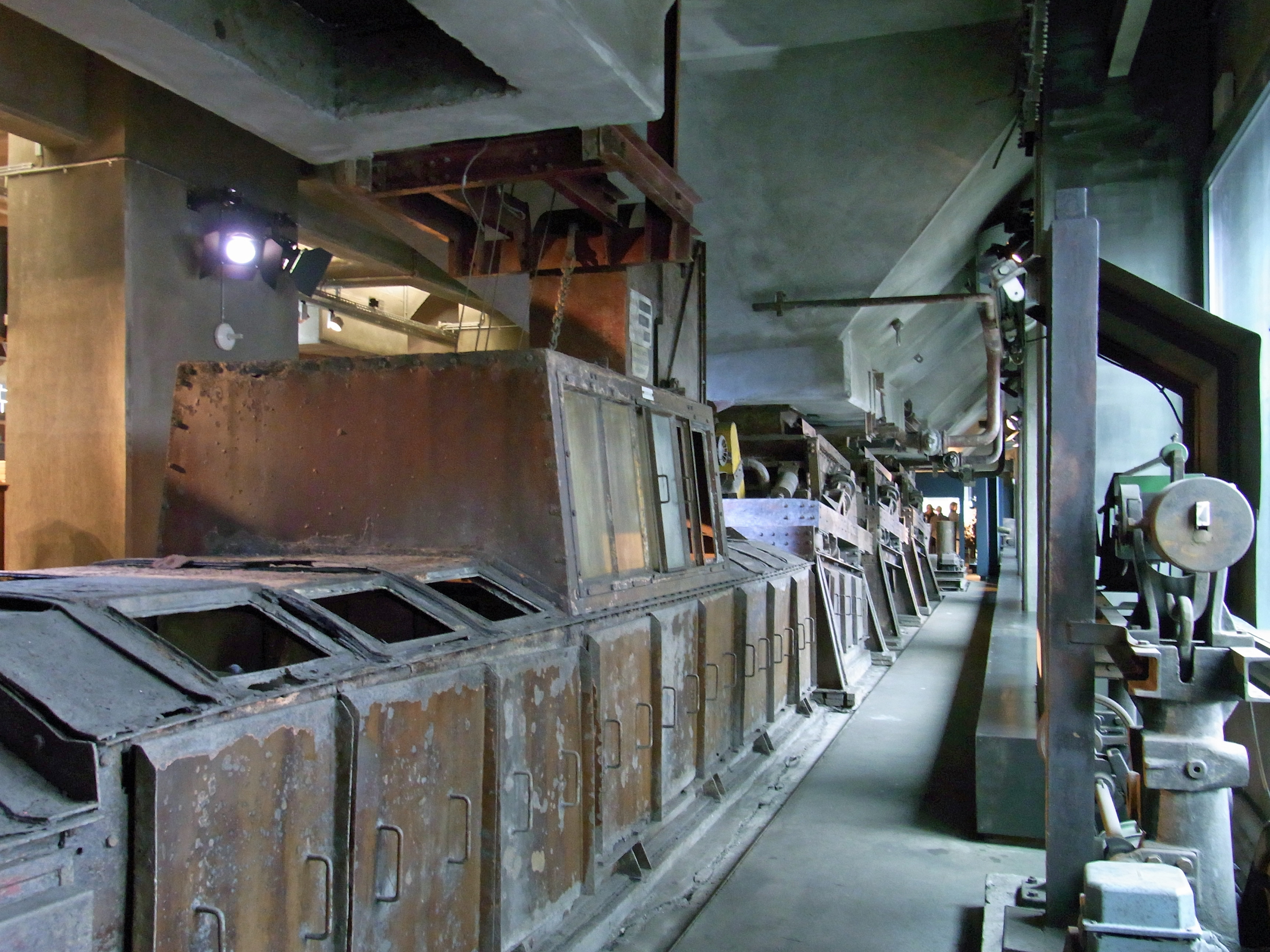
mit Teilen der alten Einbauten

## Weitere Bestände
Darüber hinaus verfügt das Museum über eine Reihe von weiteren Sammlungen, die nicht in den Dauerausstellungen gezeigt werden. Fotografien zur Geschichte und Gegenwart des Ruhrgebietes werden im Fotoarchiv des Ruhr Museums gesammelt, das sich als „fotografisches Gedächtnis“ der Region versteht. Aus den rund drei Millionen Bildern werden regelmäßig Sonderausstellungen bestückt, so 2012 Von A bis Z. Fotografie im Ruhr Museum.
Das Mineralien-Museum und die Museumslandschaft Deilbachtal in Essen-Kupferdreh, ein geologischer Wanderweg am Nordufer des Baldeneysees, der Halbachhammer im Nachtigallental, das Kleine Atelierhaus und eine Musterwohnung in der Siedlung Margarethenhöhe sind Außenstellen des Museums, die das Angebot „vor Ort“ abrunden.
Ausgehend von den einzelnen Abteilungen und Sammlungsbeständen zeigt das Ruhr Museum regelmäßig Sonderausstellungen, die das Angebot thematisch erweitern und in größere historische und kulturanthropologische Zusammenhänge stellen.
Es finden regelmäßig Vorträge, Vortragsreihen und weitere Begleitveranstaltungen wie Filmreihen und lange Museumsnächte statt.
Eine intensive museumspädagogische Arbeit vermittelt die Ausstellungsinhalte an unterschiedliche Zielgruppen, wobei sie auf verschiedene Vermittlungsformen wie Führungen, Museumsgespräche in den Ausstellungen, Exkursionen, Lehrerfortbildungen, Schulprojekte, Workshops und Aktionstage zurückgreift.

## Sonderausstellungen

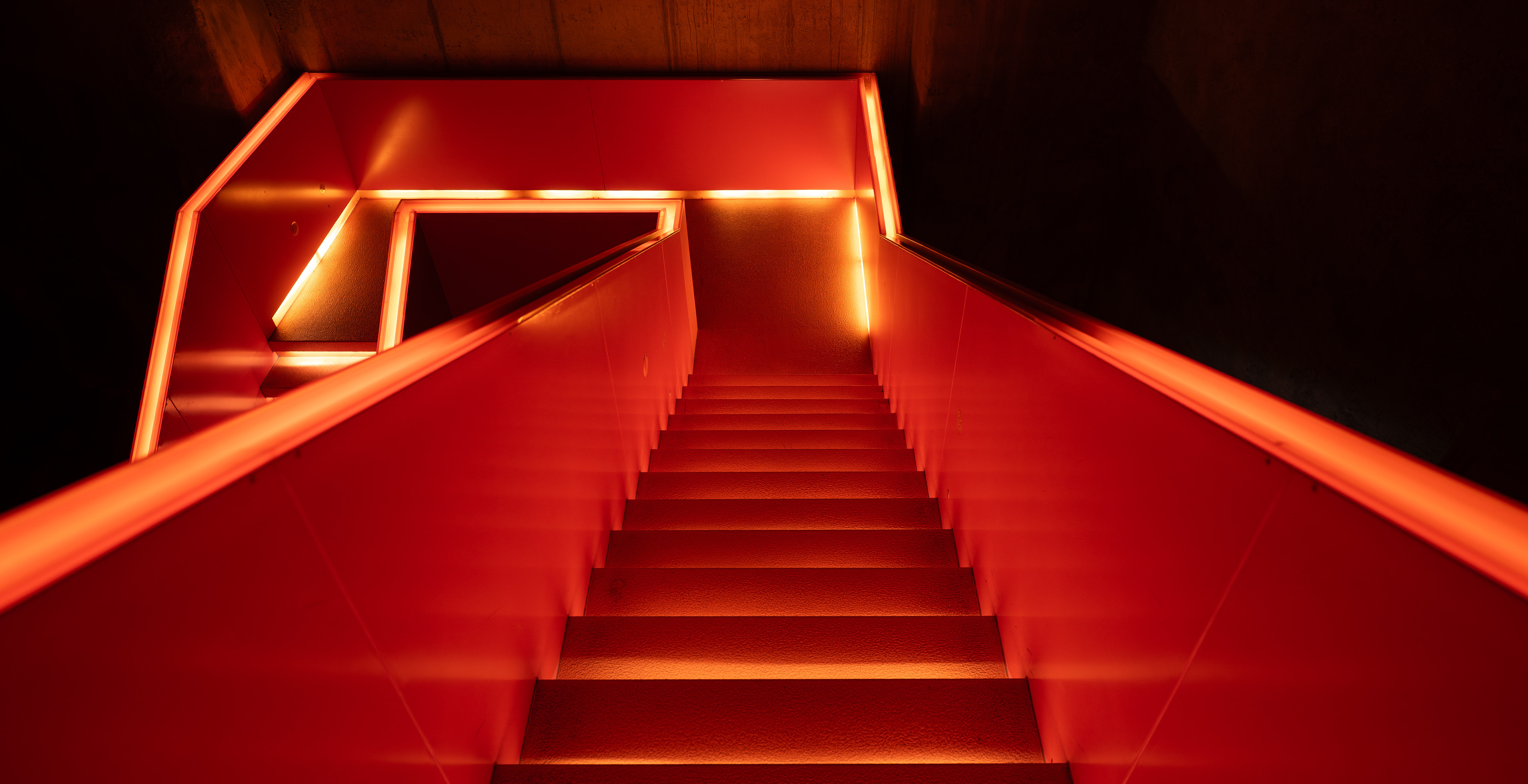
Treppenhaus des Ruhr Museums (2025)

- 2010: Das große Spiel. Archäologie und Politik (12. Februar 2010 bis 13. Juni 2010)
- 2010/2011: Alles wieder anders. Fotografien aus der Zeit des Strukturwandels (26. September 2010 bis 16. Februar 2011)
- 2010/2011: Schwarzes Revier. Fotografien von Heinrich Hauser (26. September 2010 bis 16. Februar 2011)
- 2012: Von A bis Z. Die Fotografische Sammlung des Ruhr Museums, Teil 1 (24. Oktober 2011 bis 10. Juni 2012)
- 2011/2012: 200 Jahre Krupp. Ein Mythos wird besichtigt (in der Kohlenwäsche, bis 6. Januar 2013)[4]
- 2012: Die Gartenstadt Margarethenhöhe, im Kleinen Atelierhaus auf der Margarethenhöhe
- 2012/2013: Von A bis Z. Fotografie im Ruhr Museum, Teil 2 (1. Oktober 2012 bis 8. September 2013)
- 2013/2014: Kohle.Global – Eine Reise in die Reviere der anderen.(14. April 2013 bis 30. März 2014)
- 2013/2014: Ausgewählt. Vormoderne im Ruhr Museum (14. Oktober 2013 bis 24. August 2014)
- 2014: 1914 – Mitten in Europa. Die Rhein-Ruhr-Region und der Erste Weltkrieg in Kooperation mit dem LVR-Industriemuseum in der Mischanlage der Kokerei Zollverein (29. April bis 26. Oktober 2014)
- 2014/2015: Chargesheimer. Die Entdeckung des Ruhrgebiets (26. Mai 2014 bis 18. Januar 2015)
- 2014/2015: Steinreich. Mineralogie im Ruhr Museum 20. Oktober 2014 bis 16. August 2015
- 2015: Werdendes Ruhrgebiet. Spätantike und Frühmittelalter an Rhein und Ruhr (27. März bis 23. August 2015)
- 2015/16: Arbeit & Alltag. Industriekultur im Ruhr Museum
- 2016: Erich Grisar. Ruhrgebietsfotografien 1928-1933 (Galerieausstellung in Kooperation mit dem Stadtarchiv Dortmund, dem Fritz-Hüser-Institut, dem LWL-Industriemuseum Zeche Zollern und der LWL-Literaturkommission für Westfalen)
- 2016/17: Ausgegraben. Archäologie im Ruhr Museum (28. September 2016 bis 3. September 2017)
- 2017: Der geteilte Himmel. Reformation und religiöse Vielfalt an Rhein und Ruhr (3. April 2017 bis 31. Oktober 2017)
- 2017: in der Galerie 21-Meter-Ebene: Grün in der Stadt Essen. Mehr als Parks und Gärten (21. Mai bis 27. August 2017)
- 2017/2018: Galerieausstellung Erdgeschichten. Geologie im Ruhr Museum (2. Oktober 2017 bis 2. September 2018)
- 2018: Josef Stoffels. Steinkohlenzechen – Fotografien aus dem Ruhrgebiet
- 2018: Das Zeitalter der Kohle. Eine europäische Geschichte, eine Gemeinschaftsausstellung mit dem Deutschen Bergbau-Museum Bochum in der Mischanlage der Kokerei Zollverein (27. April bis 11. November 2018)
- 2018: Albert Renger-Patzsch. Die Ruhrgebietsfotografien (8. Oktober 2018 bis 3. Februar 2019)
- 2018: Krieg. Macht. Sinn. Krieg und Gewalt in der europäischen Erinnerung im Rahmen des Projekts UNREST und in Kooperation mit der Ruhr-Universität Bochum, dem Institut für Soziale Bewegung, der University of Bath und der Aarhus University (12. November 2018 bis 10. Juni 2019)
- 2019: Aufbruch im Westen. Die Künstlersiedlung Margarethenhöhe (7. April 2019 bis 5. Januar 2020)
- 2019: Der Grafiker Hermann Kätelhön im Kleinen Atelierhaus auf der Margarethenhöhe (5. Mai 2019 bis 9. Februar 2020)
- 2019: Mensch und Tier im Revier (8. Juli 2019 bis 25. Februar 2020)
- 2020/21: Kindheit im Ruhrgebiet
- 2020/21: 100 Jahre Ruhrgebiet. Die andere Metropole
- 2021/22: in der 21-Meter-Ebene: Mustafas Traum. Fotografien von Henning Christoph zum türkischen Leben in Deutschland 1977 – 1989
- 2021/22: in der 12-Meter-Ebene: Adel verpflichtet. Adel an Rhein und Ruhr
- 2022/23: auf der 12-Meter-Ebene: Die Emscher. Bildgeschichte eines Flusses
- 2023: auf der 21-Meter-Ebene: Hände weg vom Ruhrgebiet! Die Ruhrbesetzung 1923–1925
- 2023/24: in der Galerie 21-Meter-Ebene: Jüngste Zeiten. Archäologie der Moderne an Rhein und Ruhr
- 2024/25: 12-Meter-Ebene: Glückauf – Film ab! Kino- und Filmgeschichte des Ruhrgebiets

## Trägerschaft
Träger des Museums ist die Stiftung Ruhr Museum, als eine unselbständige Stiftung treuhänderisch geführt von der Stiftung Zollverein. Gegründet wurde die Stiftung Ruhr Museum 2007, Stifter waren das Land Nordrhein-Westfalen, der Landschaftsverband Rheinland und die Stadt Essen. Letztere war zuvor alleinige Trägerin des Museums.
Zweck der Stiftung ist die Förderung der Kultur, Bildung und Wissenschaft durch Errichtung und Betrieb des Ruhr Museums in Form einer rechtlich unselbständigen Stiftung. Aufsichts- und Kontrollorgan mit ausschließlicher Beratungsfunktion ist ein Kuratorium von sechs Mitgliedern, von denen jeweils zwei vom Land Nordrhein-Westfalen, dem Landschaftsverband Rheinland und der Stadt Essen entsandt werden. Die Stiftung Zollverein übernimmt die treuhänderische Verwaltung der unselbständigen Stiftung Ruhr Museum. Das Vermögen einer unselbständigen Stiftung bleibt als Sondervermögen vom übrigen Vermögen des Stiftungsträgers getrennt erhalten. Aufsicht und Kontrolle der treuhänderisch verwalteten Stiftung Ruhr Museum obliegen dem Stiftungsrat der Stiftung Zollverein.